# 28 april
28 april är den 118:e dagen på året i den gregorianska kalendern (119:e under skottår). Det återstår 247 dagar av året.

## Namnsdagar

### I den svenska almanackan
- Nuvarande – Ture och Tyra
- Föregående i bokstavsordning
  - Teodora – Namnet fanns, till minne av en martyr i Alexandria på 300-talet, på dagens datum före 1774, då det utgick. 2001 återinfördes det på 9 november.
  - Tore – Namnet förekom på dagens datum på 1790-talet, men utgick sedan. 1901 infördes det på 19 oktober, där det har funnits sedan dess.
  - Ture – Namnet infördes på dagens datum 1774 och har funnits där sedan dess.
  - Turid – Namnet infördes på dagens datum 1986, men utgick 1993. 2001 återinfördes det på 10 september.
  - Tuve – Namnet infördes på dagens datum 1986, men utgick 1993.
  - Tyko – Namnet infördes 1766 på 29 april och fanns där fram till 1993. Då flyttades det till dagens datum, men flyttades 2001 tillbaka till 29 april.
  - Tyra – Namnet infördes 1901 på 12 september och fanns där fram till 2001, då det flyttades till dagens datum.
- Föregående i kronologisk ordning
  - Före 1774 – Teodora
  - 1774–1900 – Ture och (på 1790-talet) Tore
  - 1901–1985 – Ture
  - 1986–1992 – Ture, Turid och Tuve
  - 1993–2000 – Ture och Tyko
  - Från 2001 – Ture och Tyra
- Källor
  - Brylla, Eva (red.): Namnlängdsboken, Norstedts ordbok, Stockholm, 2000. ISBN 91-7227-204-X
  - af Klintberg, Bengt: Namnen i almanackan, Norstedts ordbok, Stockholm, 2001. ISBN 91-7227-292-9

### Finlandssvenska almanackan
- Nuvarande från 1929[1] – Ture
- I föregående revideringar[a][2]
  - inga ändringar sedan 1929

## Händelser
- 1069 – När den norske kungen Magnus Haraldsson dör blir hans bror Olav Kyrre (som har varit hans medregent sedan 1067) ensam kung av Norge.
- 1074 – När den danske kungen Sven Estridsson dör inleds den period i Danmarks historia då fem av hans söner kommer att efterträda varandra på tronen. Det är möjligt att sonen Harald Hen väljs till kung av Danmark redan vid Svens död, men det är inte helt säkert förrän 1076.
- 1357 – Den svenske kungen Magnus Eriksson sluter fred i Jönköping med sin son Erik, vilket tillfälligt avslutar dennes uppror mot fadern. Genom denna fred erkänns Erik som kung över Skånelandskapen (utom norra Halland), Östergötland, Finland och delar av Småland, medan Magnus förblir kung över resten av riket. Freden är dock bräcklig och i november samma år sluts en ny uppgörelse mellan far och son, genom vilken Erik tillskansar sig ytterligare landområden inom det svenska riket.
- 1503 – En spansk styrka på 6 000 man besegrar en fransk-schweizisk på 10 000 i slaget vid Cerignola i mellersta Italien. Detta räknas som det första slaget i världshistorien, som avgörs genom användandet av eldhandvapen med krut, då fransmännen och schweizarna först blir nedskjutna av skyttar med hakebössor, innan spanjorerna sätter in den avgörande stöten mot dem med kavalleri. Hakebössor har använts i strid sedan mitten av 1400-talet (bland annat under slaget vid Brunkeberg vid Stockholm 1471) och vad hakeskyttarna gör i slaget hade kunnat göras av bågskyttar, men slaget leder till, att bössor får ökad användning i europeisk krigföring och under 1500-talet konkurrerar ut pilbågarna.
- 1778 – Gustaf III inför och börjar själv använda den nationella dräkten.
- 1788 – Maryland ratificerar den amerikanska konstitutionen och blir därmed den 7:e delstaten som upptas i den amerikanska unionen.[3]
- 1789 – Riksdagen 1789 avslutas i Stockholm, vilken leder till införandet av Förenings- och säkerhetsakten.
- 1789 – 18 av de 42 besättningsmännen på det brittiska flottfartyget HMS Bounty, som är på väg från Tahiti till Antillerna, gör under Fletcher Christians ledning, myteri mot den hårdföre kapten William Bligh. Kaptenen och de 23 besättningsmän, som inte gör myteri, sätts ut i fartygets livbåt och tar sig tillbaka mot den sydostasiatiska övärlden. Myteristerna tar sig till ön Pitcairn, där de slår sig ner och grundar en ny koloni.
- 1908 – Världsesperantoförbundet Universala Esperanto-Asocio grundades.
- 1944 – Nio tyska S-båtar anfaller en allierad landstigningsstyrka i Lyme Bay under Exercise Tiger. Två landstigningsfartyg sänks och 946 man dödas.
- 1945 – Sedan den italienske fascistdiktatorn Benito Mussolini och hans älskarinna Clara Petacci har blivit tillfångatagna av italienska partisaner dagen före blir de båda, tillsammans med tre andra fascister, arkebuserade och kropparna hängs sedan i anklarna upp till allmänt beskådande på en bensinstation i Milano.
- 1947 – Den norske upptäcktsresanden Thor Heyerdahl och fem andra besättningsmedlemmar ger sig med balsaflotten Kon-Tiki av från Callao i Peru, för att segla över Stilla havet. Den 7 augusti strandar flotten i Polynesien, efter att ha seglat 7 000 mil under 101 dagar och Heyerdal vill med resan bevisa, att det var möjligt för forntidens människor att ha utvandrat från Sydamerika till Sydostasien.
- 1996 – Den egyptiska islamistiska terroristgruppen Gama'a al-Islamiyya, som vill ersätta Egyptens regering med islamistiskt styre, dödar 18 grekiska turister på Europa Hotel i Kairo, då de av misstag antagit att de var judar.

## Födda
- 32 – Otho, romersk kejsare
- 1442 – Edvard IV, kung av England och herre över Irland 1461–1470
- 1545 – Yi Sun-shin, koreansk amiral
- 1662 – Aurora Königsmarck, svensk-tysk grevinna, älskarinna till kung August den starke av Polen
- 1673 – Claude Gillot, fransk målare och etsare
- 1715 – Carl Fredrik Scheffer, svensk hovman, invald men ej tillträdd ledamot av Svenska Akademien
- 1758 – James Monroe, amerikansk demokratisk-republikansk politiker, USA:s utrikesminister och president
- 1838 – Tobias Asser, nederländsk jurist, mottagare av Nobels fredspris 1911
- 1846 – Johan Oskar Backlund, svensk astronom
- 1868 – Hjalmar Procopé, finlandssvensk journalist, poet och pjäsförfattare
- 1869 – Clement Calhoun Young, amerikansk republikansk politiker, guvernör i Kalifornien
- 1870 – Leonard Groth, svensk jurist, borgmästare i Sundsvall
- 1875 – Alfons Takolander, finländsk skolman, kyrkohistoriker och psalmdiktare
- 1878 – Lionel Barrymore, amerikansk skådespelare
- 1888 – Vilhelm Bryde, svensk skådespelare, filmproducent och regissör
- 1889 – António de Oliveira Salazar, portugisisk politiker, Portugals premiärminister och diktator
- 1898 – August Hirt, tysk SS-läkare och SS-Hauptsturmführer
- 1900 – Heinrich Müller, tysk SS-Gruppenführer, chef för Gestapo
- 1906 – Kurt Gödel, österrikisk logiker och matematiker
- 1908 – Oskar Schindler, sudettysk industriman som räddade omkring 1 200 judiska arbetare undan Förintelsen
- 1912 – Odette Hallowes, brittisk hemlig agent i Frankrike under andra världskriget
- 1916
  - Ferruccio Lamborghini, italiensk ingenjör, företagsledare, fordons- och helikopterkonstruktör
  - Rune Lindström, svensk manusförfattare och skådespelare
- 1920 – Ann-Margret Bergendahl, svensk skådespelare
- 1922
  - Josef Halfen, svensk regissör och skådespelare
  - Yngve Nyquist, svensk personalintendent och socialdemokratisk riksdagsledamot
- 1928 – Yves Klein, fransk målare, skulptör och performanceartist
- 1930
  - Carolyn Jones, amerikansk skådespelare
  - James Baker, amerikansk republikansk politiker, stabschef i Vita Huset, USA:s finansminister och utrikesminister
  - Birger Skarp, svensk målare, tecknare och grafiker
- 1931 – Eva Seeberg, norsk-svensk journalist, författare och manusförfattare
- 1932 – Torbjörn Axelman, svensk skådespelare, regissör, manusförfattare och producent
- 1934 – Jacob Palmstierna, svensk friherre och bankman
- 1935 – Pehr G. Gyllenhammar, svensk företagsledare, VD för Volvo och dess styrelseordförande
- 1937 – Saddam Hussein, irakisk politiker, Iraks president och diktator
- 1938
  - Madge Sinclair, jamaicansk skådespelare
  - Jimmy Wray, brittisk labourpolitiker, parlamentsledamot
- 1941
  - Ann-Margret Olsson, svensk-amerikansk skådespelare och sångare med artistnamnet Ann-Margret
  - Karl Barry Sharpless, amerikansk kemist, mottagare av Nobelpriset i kemi 2001 och 2022
- 1948 – Carl-Johan Sundberg, svensk sångare och artist med artistnamnet Åke Raask
- 1949
  - Tom Cole, amerikansk republikansk politiker
  - Christer Nilson, svensk producent, manusförfattare och inspelningsledare
- 1950 – Jay Leno, amerikansk komiker och programledare
- 1953 – Kim Gordon, amerikansk musiker, sångare, skådespelare och konstnär
- 1955 – Eddie Jobson, brittisk musiker, medlem i gruppen Roxy Music
- 1959 – Erhard Loretan, schweizisk bergsbestigare
- 1964
  - Malin Gjörup, svensk skådespelare och operasångare (mezzosopran)
  - Ann-Marie Ljungberg, svensk författare
- 1969 – Carl Rosenblad, svensk racerförare och TV-kommentator
- 1970 – Nicklas Lidström, svensk ishockeyspelare
- 1974 – Penélope Cruz, spansk skådespelare
- 1977 – Patrick E. Vigren, svensk läkare och politiker, ordförande för Kristdemokratiska studentförbundet
- 1979 – Jorge Garcia, amerikansk skådespelare
- 1981 – Jessica Alba, amerikansk skådespelare
- 1982 – Nikki Grahame, brittisk modell och programledare
- 1983 – Noeki Klein, nederländsk vattenpolospelare
- 1986 – Ivett Gonda, kanadensisk taekwondoutövare
- 1989 – Emil Salomonsson, svensk fotbollsspelare
- 1994 – Joonas Korpisalo, finländsk ishockeyspelare

## Avlidna
- 1069 – Magnus Haraldsson, omkring 21, kung av Norge sedan 1066
- 1074 – Sven Estridsson, omkring 55, kung av Danmark sedan 1047
- 1726 – Thomas Pitt, 72, brittisk köpman och politiker
- 1770 – Marie Camargo, 60, fransk dansös
- 1772
  - Johann Friedrich Struensee, 34, dansk läkare och statsman (avrättad)
  - Enevold Brandt, 33, dansk adelsman (avrättad)
- 1813 – Michail Kutuzov, 67, rysk militär
- 1853 – Ludwig Tieck, 79, tysk poet
- 1871 – James M. Mason, 72, amerikansk demokratisk politiker, senator för Virginia 1847–1861
- 1873 – Giovanni Maria Benzoni, 63, italiensk skulptör
- 1876 – Thomas Aird, 73, brittisk författare
- 1895 – Carl Thiersch, 73, tysk kirurg
- 1896 – Heinrich von Treitschke, 61, tysk historiker och politiker
- 1909 – Frederick Holbrook, 96, amerikansk republikansk politiker, guvernör i Vermont 1861–1863
- 1918 – Gavrilo Princip, 23, bosnienserbisk student och attentatsman som utförde skotten i Sarajevo 1914
- 1919 – Albert Estopinal, 74, amerikansk demokratisk politiker och plantageägare, kongressledamot sedan 1908
- 1922 – Paul Deschanel, 66, fransk författare, publicist och politiker, Frankrikes president 1920
- 1923 – Knute Nelson, 80, norsk-amerikansk republikansk politiker, guvernör i Minnesota 1893–1895 och senator för samma delstat sedan 1895
- 1929 – Carl Hallendorff, 59, svensk historiker, professor och högskolerektor
- 1936 – Fuad I, 68, kung av Egypten sedan 1922
- 1937 – John Garland Pollard, 66, amerikansk demokratisk politiker, guvernör i Virginia 1930–1934
- 1944 – Frank Knox, 70, amerikansk politiker och publicist, USA:s marinminister sedan 1940
- 1945 – Benito Mussolini, 61, italiensk fascistisk politiker, Italiens premiärminister och diktator 1922–1943 (avrättad)
- 1954 – Léon Jouhaux, 74, fransk fackföreningsledare, mottagare av Nobels fredspris 1951
- 1960 – Antonie Pannekoek, 87, nederländsk astronom och tänkare
- 1962 – Gianna Beretta Molla, 39, italiensk barnläkare och helgon
- 1968 – Mortimer R. Proctor, 78, amerikansk republikansk politiker, guvernör i Vermont 1945–1947
- 1970 – Gunnar Levenius, 76, svensk överste
- 1972 – Robert W. Upton, 88, amerikansk republikansk politiker, senator för New Hampshire 1953–1954
- 1973
  - Siri Derkert, 84, svensk bildkonstnär
  - Jacques Maritain, 90, fransk filosof
- 1976 – Karin Högel, 82, svensk skådespelare
- 1984 – Glen H. Taylor, 80, amerikansk demokratisk politiker, senator för Idaho 1945–1951
- 1988 – Andrew Cruickshank, 80, brittisk skådespelare
- 1992 – Francis Bacon, 82, brittisk-irländsk målare
- 1994 – Olav Nordrå, 74, norsk författare
- 1996 – Svea Holst, 95, svensk skådespelare
- 1999
  - Alf Ramsey, 79, brittisk fotbollsspelare och tränare, förbundskapten för Englands herrlandslag i fotboll 1963–1974
  - Arthur L. Schawlow, 77, amerikansk fysiker, mottagare av Nobelpriset i fysik 1981
- 2000 – Jerzy Einhorn, 74, svensk läkare, professor och kristdemokratisk politiker
- 2004 – Stig Synnergren, 89, svensk general, Sveriges överbefälhavare 1970–1978
- 2011
  - William Campbell, 87, amerikansk skådespelare
  - Erhard Loretan, 52, schweizisk bergsbestigare
- 2012
  - Matilde Camus, 92, spansk poet och författare
  - Pierre Magnan, 89, fransk deckarförfattare
  - Patricia Medina, 92, brittisk skådespelare
- 2013 – János Starker, 88, ungersk-amerikansk cellist
- 2014 – J. Dwight Pentecost, 99, amerikansk kristen teolog
- 2016 – Jenny Diski, 68, brittisk författare
- 2020
  - Jill Gascoine, 83, brittisk skådespelare
  - Fredrik Larsson, 36, svensk handbollsspelare
- 2021 – Michael Collins, 90, amerikansk astronaut
- 2022 – Per-Arne Arvidsson, 72, svensk läkare och moderat politiker, ordförande för Moderata ungdomsförbundet 1976–1979, Europaparlamentariker 1999–2004
- 2024 – Elisabeth Husmark, 92, svensk journalist